# Боднар, Петр Николаевич
Петр Николаевич Бо́днар [род. 28 августа 1935, с. Гонтовка, Черневецкий район, Винницкая область) — доктор медицинских наук, профессор, заслуженный деятель науки и техники Украины, Лауреат премии НАН Украины им. В. П. Комиссаренко (2008) и АМН Украины (2007), академик Академии наук высшего образования Украины. Впервые в Украине применил метод энтеросорбции, лазерной терапии, мультипробиотиков у больных сахарным диабетом и его осложнениях.

## Биография
Родился 28 августа 1935 года в с. Гонтовка в Винницкой области.
После окончания школы в 1954 году поступил на лечебный факультет Винницкого медицинского института им. Н. И. Пирогова. В 1957 году Министерством высшего и среднего специального образования СССР был направлен в КНР для продолжения учёбы. В течение первого года изучал китайский язык на специальных курсах при Пекинском университете, в дальнейшем обучение продолжалось в Пекинском медицинском институте. В июне 1961 года П. Н. Боднар успешно окончил институт и вернулся на родину с дипломом по специальности «лечебное дело», а также с глубокими и совершенными знаниями китайского языка и основ китайской народной медицины.
Последипломное образование П. Н. Боднар получил в клинической ординатуре и аспирантуре при кафедре терапии № 1 Киевского института усовершенствования врачей (1961—1965). Благодаря целеустремленности и трудолюбию он подготовил кандидатскую диссертацию на тему «Сравнительная характеристика методов терапии бронхиальной астмы» и успешно защитил её в 1965 году на специализированном ученом совете в Киевском институте усовершенствования врачей. Диссертационное исследование посвящено использованию глюкокортикоидов и иглорефлексотерапии в лечении бронхиальной астмы.
Дальнейшая научная деятельность П. Н. Боднар связана с эндокринологией. Первые шаги в этом направлении были сделаны в клинике Научно-исследовательского института эндокринологии и обмена веществ МЗ УССР (ныне — ГУ «Институт эндокринологии и обмена веществ им. В. Комиссаренко НАМН Украины»). Научные исследования этого периода были посвящены патогенезу и лечению диабетических ангиопатий (1965—1968). Исследование нарушений белкового обмена в патогенезе диабетических ангиопатий были продолжены в Черновицком медицинском институте, где П. Н. Боднар работал в должности доцента кафедры факультетской терапии с курсом эндокринологии (1968—1973). Повышение квалификации по эндокринологии П. Н. Боднар проходил в Ленинграде (1969) и Москве (1982) на соответствующих кафедрах институтов усовершенствования врачей.
С 1973 года трудовая деятельность П. Н. Боднара тесно связана с Киевским медицинским институтом им. А. А. Богомольца (ныне — Национальный медицинский университет). В 1974 году на ученом совете Харьковского медицинского института он успешно защитил докторскую диссертацию по специальности «эндокринология» на тему «Роль нарушений белкового обмена в патогенезе диабетических ангиопатий».

В университете П. Н. Боднар возглавил курс эндокринологии кафедры госпитальной терапии № 2 (1973), а с 1978 г. — общеуниверситетский курс эндокринологии. В 1992 году он возглавил кафедру факультетской терапии № 2 с курсом эндокринологии, которая в 1994 году была реорганизована в кафедру эндокринологии. Кроме того, П. Н. Боднар организовал кафедру народной и нетрадиционной медицины, участвовал в организации и стал первым ректором медицинского института Украинской ассоциации народной медицины (1992), преподавал основы физиологии эндокринной системы в Национальном университете «Киево-Могилянская академия».
Среди учителей, которые помогли становлению П. Н. Боднара как ученого и клинициста, был профессор И. М. Ганжа, академик А. С. Ефимов, профессор А. П. Пелещук, один из патриархов украинской терапевтической школы, который первым в Киевском медицинском институте им. А. А. Богомольца оценил важность преподавания эндокринологии для студентов, организовал соответствующий курс при кафедре госпитальной терапии № 2 и поручил его возглавить профессору П. Н. Боднару. Выдающуюся роль в становлении П. Н. Боднара как ученого-эндокринолога и университетского профессора сыграли: академик АМН СССР В. Баранов; академик НАН и НАМН Украины В. П. Комиссаренко — выдающийся ученый и фундатор науки. По-настоящему способности профессора П. Н. Боднара раскрылись с организацией кафедры эндокринологии, которая стала для него родным домом.
Выдающаяся роль профессора П. Н. Боднара в организации учебно-методического обеспечения преподавания эндокринологии в Украине. Под его руководством главная (опорная) кафедра по эндокринологии среди высших медицинских учебных заведений Украины разработала лучшие учебные программы. В многочисленных публикациях, выступлениях на ежегодных совещаниях (семинарах) заведующих кафедр (курсов) эндокринологии были обоснованы методические основы её преподавания.
При участии профессора П. Н. Боднара издано 14 учебников, 10 из них — по его инициативе и редакции. Из них первый украиноязычный учебник «Эндокринология» (под ред. проф. П. Н. Боднара. — К .: Здоровье, 2002. — 512 с.); русскоязычный — «Эндокринология» (под ред. проф. П. Н. Боднара. — Винница: Новая книга, 2007. — 344 с.), англоязычный — «Endocrinology» (Ed. by Petro N. Bodnar. — Vinnitsya: Nova Knyha Publ., 2008. — 496 р.). В предисловии президент Европейской ассоциации по изучению сахарного диабета профессор Эбергардт Штандль поздравил выход англоязычного украинского учебника по эндокринологии, подчеркнул его большое значение в распространении знаний по эндокринологии. Следует выделить четвёртое издание русскоязычного учебника «Эндокринология» (под ред. проф. П. Н. Боднара. — Винница: Новая Книга, 2012. — 464 с.) — современное и хорошо иллюстрированное. В его подготовке приняли участие 26 соавторов, представляющих 6 высших медицинских учебных заведения и 4 института АМН Украины. Среди них 16 членов-корреспондентов НАН, АМН, АПН Украины, 15 заслуженных деятелей науки и техники, врачей, работников образования, 13 лауреатов Государственной и именных премий. Четвёртое издание русскоязычного учебника «Эндокринология» под редакцией профессора П. Н. Боднара с предисловием ректора Винницкого национального медицинского университета им. Н. И. Пирогова академика НАМН Украины В. М. Мороза. Кроме учебников, профессор П. Н. Боднар издал 26 учебных пособий, опубликовал более 50 материалов учебно-методического направления.
За годы работы в Национальном медицинском университете имени А. А. Богомольца П. Н. Боднар сформировался как ученый-эндокринолог. Основными направлениями его научной деятельности является изучение патогенеза сахарного диабета и его хронических осложнений, неалкогольной жировой болезни печени. Он совместно с сотрудниками кафедры предложил методы диагностики, обосновал применение энтеросорбции и лазеротерапии в комплексном лечении сахарного диабета. Приоритетными являются исследования метаболического синдрома, аутоиммунной полиэндокринопатии, токсического зоба, гипотиреоза, аутоиммунного тиреоидита, фармакотерапии и мультипробиотиков при эндокринных заболеваниях. Он опубликовал около 500 научных работ, в том числе 6 монографий, автор 13 изобретений.
Под руководством П. Н. Боднара подготовлено 6 докторских и 20 кандидатских диссертаций, 4 аспиранта, кандидата медицинских наук для Китая, Сирии, Иордании, Палестины и 5 клинических ординаторов для России, Грузии, Туркменистана, Польши, Кипра и 2 магистра — для Китая.
Как член Европейской ассоциации по изучению сахарного диабета, профессор П. Н. Боднар активно участвовал в работе ежегодных конгрессов этой организации: в Стокгольме (1995), Брюсселе (1999), Иерусалиме (2000), Париже (2003), Афинах (2005), Амстердаме (2007). Кроме того, профессор П. Н. Боднар участвовал в работе Европейской тиреоидной ассоциации, неоднократно представлял Украину на научных конгрессах в Германии, Австрии, Польши, Венгрии, Чехии, России. Плодотворной была научная командировка в США (2005). Он также принимал активное участие в организации и работе всех семи съездов эндокринологов Украины и многочисленных научных конференций. Интересными и содержательными были научно-педагогические командировки в КНР (1987—1988). Встреча с Китаем, почти через 30 лет после завершения там учёбы, подтвердила, что изменения в страны впечатляющие. Дружественной была встреча со своими однокурсниками, а ныне профессорами Пекинского медицинского университета. Повторная командировка в КНР (1992) ещё раз доказала необходимость сотрудничества с этой страной.
За выдающиеся научные достижения П. Н. Боднар награждён премией НАН Украины им. В. П. Комиссаренко за серию научных трудов «История развития эндокринологии в Украине» (2008) и учебник «Эндокринология» (2007), премией АМН Украины в области клинической медицины, почетными грамотами МЗ Украины, знаком «Изобретатель СССР». В 2000 году ему присвоено почетное звание «Заслуженный деятель науки и техники Украины». Он также награждён дипломами ВДНХ СССР и ВДНХ УССР.
В разные годы Петр Боднар успешно совмещал научную, педагогическую и общественную деятельность. За длительный (почти 45-летний) срок работы в Национальном медицинском университете имени А. А. Богомольца он занимал должность заместителя декана факультета, всегда участвовал в работе общественных организаций. Он являлся членом правления Ассоциации эндокринологов Украины, президентом Ассоциации эндокринологов г. Киева, членом консультативного совета украинско-американского проекта по изучению влияния последствий аварии на ЧАЭС на состояние щитовидной железы. Плодотворным является его участие в работе координационного совета по вопросам сахарного диабета при МОЗ Украины. Более 30 лет проф. П. Н. Боднар являлся председателем ежемесячных городских научно-практических конференций, пользующихся большой популярностью среди эндокринологов г. Киева. В течение многих лет он активно участвовал в работе ученых советов университета и факультетов.
П. Н. Боднар в течение нескольких лет был членом экспертного совета по клинической медицине (терапия) ВАК Украины, членом различных специализированных ученых советов терапевтического профиля при НМУ имени А. А. Богомольца, членом редколлегий ведущих научно-медицинских журналов: «Эндокринология», «Проблемы эндокринной патологии», «Клиническая эндокринология и эндокринная хирургия», «Внутренняя медицина», «Международный эндокринологический журнал», «Акупунктура и электротерапия» (США). Петр Боднар был целеустремленным, трудолюбивым и требовательным специалистом. Его ценят и уважают сотрудники и студенты университета, все эндокринологи Украины. Высокий профессионализм П. Н. Боднара, настойчивость в достижении цели гармонично сочетались с требовательностью, тактичностью и ответственностью.
П. Н. Боднар завершил свой жизненный путь 29 ноября 2017 года и похоронен в Киеве на Байковом кладбище.

## Звания и награды
П. Н. Боднару присвоено ученое звание профессора кафедры эндокринологии (1982), академика АН высшей школы Украины (1994). Он удостоен четырёх государственных наград, медали Ярослава Мудрого АН высшей школы, награды «Отличник здравоохранения», почетных грамот мэра Киева и Министра здравоохранения Украины, медали Ассоциации негосударственных высших учебных заведений.

## Научные интересы
Область научных интересов: клиническая эндокринология, а именно: изучение сахарного диабета, заболеваний щитовидной железы, полиэндокринопатий, метаболического синдрома.